# Clément Broutin

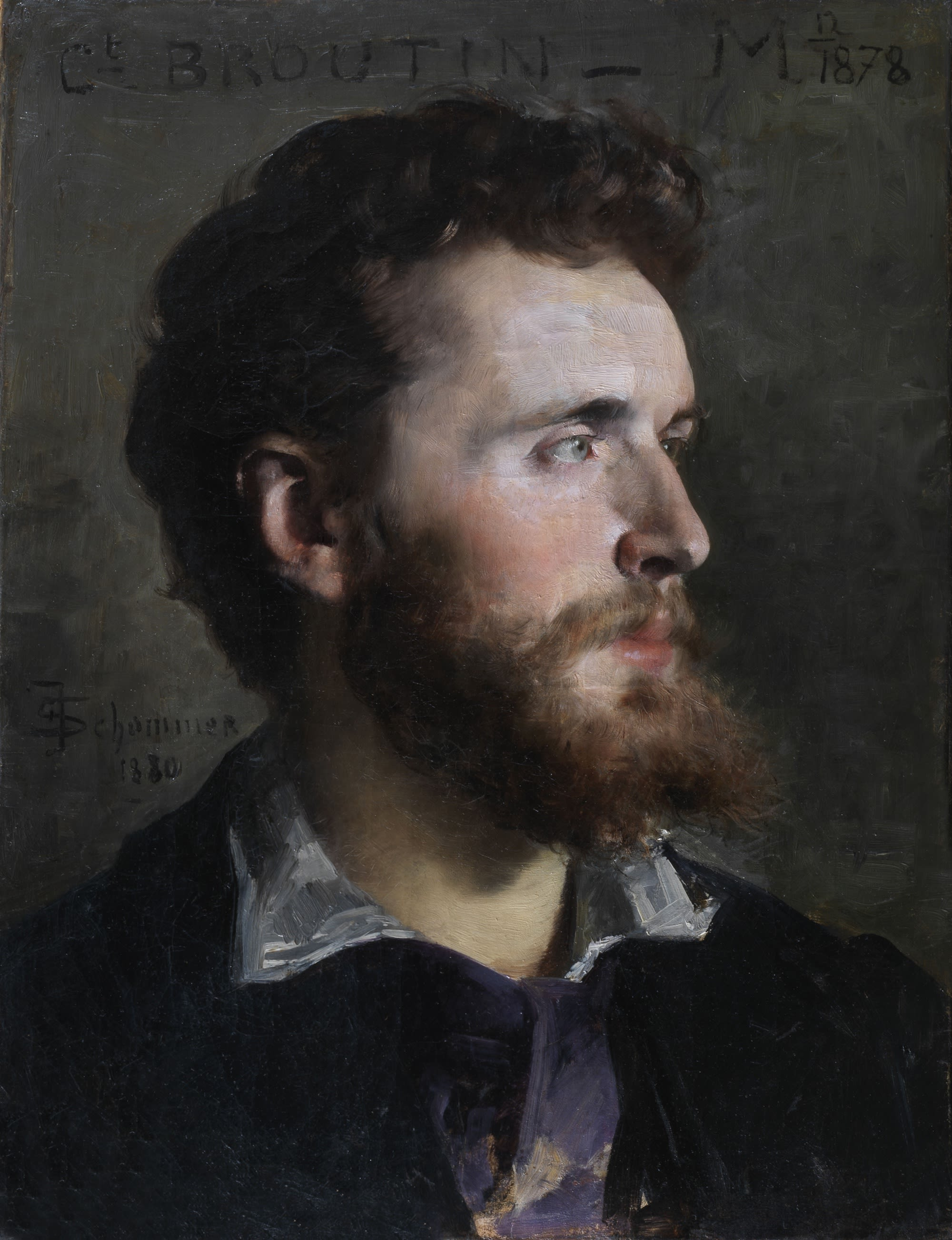
Porträt von Clément Broutin (1880) – Werk des Künstlers François Schommer (1850–1935)

Clément-Jules Broutin (* 4. Mai 1851 in Orchies; † 27. Mai 1889) war ein französischer Komponist.
Broutin studierte ab 1871 am Konservatorium von Lyon bei Victor Delannoy, bevor er ins Conservatoire de Paris eintrat. Hier war er Schüler von Émile Durand (Harmonielehre), César Franck (Orgel) und Victor Massé (Komposition). Nach einer ehrenden Erwähnung im Jahr 1877 gewann er im Jahr 1878 den Premier Grand Prix
de Rome mit der dreistimmigen Szene La fille de Jephté nach einem Text von Édouard Guinant.
Während des mit dem Preis verbundenen Aufenthaltes in der Villa Medici in Rom komponierte Broutin Sinai, ein Werk für Orchester, Chor und Solisten, das 1881 im Saal des Conservatoire de Paris uraufgeführt wurde. Das Werk wurde vom Publikum kühl aufgenommen, von der Kritik aber für die exzellente Qualität der Komposition, den erlesenen Geschmack und
große Intelligenz gelobt.
In den folgenden Jahren komponierte er eine Anzahl von Liedern und Klavierstücken, mehrere Orchesterstücke und eine Oper. Die meisten seiner Werke wurden bei Lemoine veröffentlicht. In seiner Geburtsstadt wurde eine Straße nach ihm benannt.

## Werke
- Rebecca à la fontaine, dreistimmige Szene, 1877
- La fille de Jephthé, dreistimmige Szene, 1878
- Sinai für Chor, Orchester und Solisten, UA 1881
- Mazurka lente für Klavier, 1883
- 2 Pièces für Violine und Klavier, 1886
- Suite pour orchestre
- Ouverture triomphale für Orchester
- Danse israélite für Orchester
- Fantaisie militaire für Harmonieorchester
- 10 Pièces familières für Klavier
- Jenny, komische Oper in einem Akt nach Edmond Guiraud, UA 1889

| Personendaten    | Personendaten                               |
| ---------------- | ------------------------------------------- |
| NAME             | Broutin, Clément                            |
| ALTERNATIVNAMEN  | Broutin, Clément-Jules (vollständiger Name) |
| KURZBESCHREIBUNG | französischer Komponist                     |
| GEBURTSDATUM     | 4. Mai 1851                                 |
| GEBURTSORT       | Orchies                                     |
| STERBEDATUM      | 27. Mai 1889                                |